# قابلیت ردیابی
قابلیت ردیابی توانایی ردیابی چیزی است. در برخی موارد، به عنوان توانایی تأیید تاریخ، مکان یا کاربرد یک مورد با استفاده از شناسایی ثبت شده مستند تفسیر می‌شود.
سایر تعاریف متداول عبارتند از توانایی (و پیاده‌سازی) ردیابی مجموعه یا نوع اطلاعات معین در درجه معین، یا توانایی به هم پیوستن زمانی موجودیت‌های منحصر به فرد قابل شناسایی به گونه ای که قابل تأیید باشد.
قابلیت ردیابی برای اندازه‌گیری، زنجیره تأمین، توسعه نرم‌افزار، مراقبت‌های بهداشتی و امنیت قابل استفاده است.

## اندازه‌گیری
اصطلاح قابلیت ردیابی اندازه‌گیری برای اشاره به یک زنجیره ناگسستنی از مقایسه‌ها استفاده می‌شود که اندازه‌گیری‌های یک ابزار را با یک استاندارد شناخته شده مرتبط می‌کند. کالیبراسیون به یک استاندارد قابل ردیابی می‌تواند برای تعیین سوگیری، دقت و صحت یک ابزار استفاده شود. همچنین ممکن است برای نشان دادن زنجیره ای از حضانت - از تفسیر فعلی شواهد تا شواهد واقعی در زمینه حقوقی، یا تاریخچه رسیدگی به هر گونه اطلاعات استفاده شود.
در بسیاری از کشورها، استانداردهای ملی برای وزن‌ها و اندازه‌گیری‌ها توسط یک مؤسسه ملی اندازه‌گیری (NMI) حفظ می‌شود که بالاترین سطح استانداردها را برای زیرساخت‌های کالیبراسیون / اندازه‌گیری قابلیت ردیابی در آن کشور فراهم می‌کند. نمونه‌هایی از سازمان‌های دولتی عبارتند از: آزمایشگاه ملی فیزیکی، بریتانیا (NPL) ، مؤسسه ملی استاندارد و فناوری (NIST) در ایالات متحده آمریکا، Physikalisch-Technische Bundesanstalt (PTB) در آلمان، و Instituto Nazionale di Ricerca Metrologica (INRiM) در ایتالیا همان‌طور که توسط NIST تعریف شده‌است، «قابلیت ردیابی اندازه‌گیری مستلزم ایجاد یک زنجیره ناگسستنی از مقایسه‌ها با مراجع اعلام شده با عدم قطعیت اعلام شده‌است.»
یک ساعت ارائه می‌کند زمان قابل ردیابی با استاندارد زمانی مانند زمان جهانی هماهنگ یا زمان بین‌المللی اتمی قابل ردیابی است. سیستم موقعیت‌یاب جهانی منبع زمان قابل ردیابی است.

## زنجیره تأمین
در زنجیره تأمین یک محصول، قابلیت ردیابی ممکن است هم یک موضوع نظارتی و هم یک موضوع اخلاقی یا زیست‌محیطی باشد. قابلیت ردیابی به‌طور فزاینده ای به یک معیار اصلی برای تلاش‌های پایداری مرتبط با زنجیره‌های تأمین تبدیل می‌شود که در آن شناخت تولیدکننده، کارگران و سایر پیوندها به عنوان یک عامل ضروری است که زیربنای ادعاهای معتبر تأثیرات اجتماعی، اقتصادی یا زیست‌محیطی است. خرده فروشان دوستدار محیط زیست ممکن است تصمیم بگیرند اطلاعات مربوط به زنجیره تأمین خود را آزادانه در اختیار مشتریان قرار دهند، که نشان دهنده این واقعیت است که محصولاتی که می‌فروشند در کارخانه‌هایی با شرایط کار ایمن، توسط کارگرانی که دستمزد منصفانه دریافت می‌کنند، با استفاده از روش‌هایی که به محیط زیست آسیب نمی‌زند، تولید می‌شود. .

### مواد
در رابطه با مواد، قابلیت ردیابی به توانایی مرتبط ساختن یک قطعه تمام شده با نتایج آزمایش مخرب انجام شده بر روی ماده ای از همان شمش با عملیات حرارتی یکسان، یا مرتبط ساختن یک قطعه تمام شده با نتایج آزمایش انجام شده بر روی نمونه ای از همان، اشاره دارد. مذاب با تعداد قطعه منحصر به فرد ماده مشخص می‌شود. آزمایش‌های مخرب معمولاً شامل آزمایش‌های ترکیب شیمیایی و استحکام مکانیکی است. معمولاً روی قطعه یا ماده خامی که شمش را مشخص می‌کند، شماره حرارتی مشخص می‌شود، و تعداد زیادی ممکن است گروهی از قطعات را که عملیات حرارتی مشابهی را تجربه کرده‌اند (یعنی در همان زمان در یک کوره قرار داشته‌اند) مشخص کند. قابلیت ردیابی مواد برای صنایع هوافضا، هسته ای و فرآیندی مهم است زیرا آنها اغلب از مواد با استحکام بالا استفاده می‌کنند که شبیه به نسخه‌های تجاری کم استحکام هستند. در این صنایع به قطعه ای که از مواد اشتباه ساخته شده‌است، «تقلبی» می‌گویند، حتی اگر تعویض آن تصادفی باشد.
این رویه مشابه در سراسر صنایعی که از سخت‌افزار نظامی استفاده می‌کنند، از جمله صنعت اتصال دهنده‌ها، گسترش می‌یابد.

### لجستیک
در لجستیک، قابلیت ردیابی به قابلیت ردیابی کالا در طول زنجیره توزیع بر اساس شماره دسته ای یا سری اشاره دارد. قابلیت ردیابی جنبه مهمی است به عنوان مثال در صنعت خودرو، جایی که فراخوانی را ممکن می‌سازد، یا در صنایع غذایی که به ایمنی مواد غذایی کمک می‌کند.
سازمان استاندارد بین‌المللی EPCglobal تحت GS1 استانداردهای EPCglobal Network (به ویژه استاندارد EPC Information Services EPCIS) را تأیید کرده‌است که نحو و معنایی را برای رویدادهای زنجیره تأمین و روش ایمن برای اشتراک گذاری انتخابی رویدادهای زنجیره تأمین با شرکای تجاری تدوین می‌کند. این استانداردها برای ردیابی در استقرار موفقیت‌آمیز در بسیاری از صنایع مورد استفاده قرار گرفته‌اند و در حال حاضر طیف گسترده‌ای از محصولات وجود دارد که دارای گواهینامه سازگاری با این استانداردها هستند.

### فرآوری مواد غذایی
در فرآوری مواد غذایی (فرآوری گوشت، فرآوری محصولات تازه)، اصطلاح قابلیت ردیابی به ثبت از طریق بارکدها یا برچسب‌های RFID و سایر رسانه‌های ردیابی، تمام حرکت محصول و مراحل در فرایند تولید اشاره دارد. یکی از دلایل کلیدی که این یک نقطه بحرانی است، در مواردی است که موضوع آلودگی به وجود می‌آید و نیاز به فراخوانی است. در مواردی که قابلیت ردیابی به دقت رعایت شده‌است، می‌توان با تاریخ/زمان و مکان دقیق مشخص کرد کدام کالا باید فراخوان شود و کدام یک ایمن هستند که به‌طور بالقوه باعث صرفه جویی در میلیون‌ها دلار در فرایند فراخوان می‌شود. قابلیت ردیابی در صنعت فرآوری مواد غذایی نیز برای شناسایی مناطق کلیدی تولید و کیفیت بالا در یک کسب و کار، در مقابل مناطق با بازده کم، و نقاطی که در فرایند تولید ممکن است بهبود یابد، استفاده می‌شود.
در نرم‌افزار پردازش مواد غذایی، سیستم‌های ردیابی به استفاده از یک قطعه داده منحصر به فرد (به عنوان مثال، تاریخ/زمان سفارش یا یک شماره دنباله‌ای سریالی، به‌طور کلی از طریق استفاده از بارکد / RFID) دلالت می‌کند که می‌تواند در کل جریان تولید ردیابی شود. تمام بخش‌های کسب و کار، از جمله تأمین کنندگان و فروش آینده از طریق زنجیره تأمین. پیام‌ها و فایل‌ها در هر نقطه از سیستم می‌توانند از نظر صحت و کامل بودن، با استفاده از نرم‌افزار ردیابی برای یافتن تراکنش و/یا محصول خاص در زنجیره تأمین، ممیزی شوند.
در سیستم‌های غذایی، ISO 22005، به عنوان بخشی از خانواده استانداردهای ISO 22000، برای تعریف اصول ردیابی مواد غذایی و مشخص کردن الزامات اساسی برای طراحی و اجرای سیستم ردیابی خوراک و مواد غذایی ایجاد شده‌است. این می‌تواند توسط سازمانی که در هر مرحله از زنجیره خوراک و غذا فعالیت می‌کند اعمال شود.
قانون غذای عمومی اتحادیه اروپا در سال ۲۰۰۲ به اجرا درآمد و قابلیت ردیابی را برای اپراتورهای غذا و خوراک اجباری کرد و آن مشاغل را ملزم به اجرای سیستم‌های ردیابی کرد. اتحادیه اروپا در آوریل ۲۰۰۴ سیستم کنترل تجاری و کارشناسی خود یا TRACES را معرفی کرد. این سیستم یک پایگاه داده مرکزی برای ردیابی حرکت حیوانات در داخل اتحادیه اروپا و از کشورهای ثالث فراهم می‌کند.
استرالیا سیستم ملی شناسایی دام خود را برای پیگیری وضعیت دام از بدو تولد تا کشتارگاه دارد.
هند ابتکاراتی را برای راه اندازی سیستم‌های ردیابی در سطوح دولتی و شرکتی آغاز کرده‌است. Grapenet, ابتکاری توسط اداره توسعه صادرات کشاورزی و محصولات غذایی فرآوری شده (APEDA)، وزارت بازرگانی، دولت هند نمونه ای در این راستا است. GrapeNet یک سیستم نرم‌افزاری مبتنی بر اینترنت برای نظارت بر انگور تازه صادر شده از هند به اتحادیه اروپا است. GrapeNet اولین ابتکار در نوع خود در هند است که سیستمی را برای نظارت بر باقیمانده آفت کش‌ها، دستیابی به استانداردسازی محصول و تسهیل ردیابی از پالت‌ها به مزرعه پرورش دهنده هندی، از طریق مراحل مختلف نمونه برداری، راه اندازی کرده‌است. آزمایش، صدور گواهینامه و بسته‌بندی. Grapenet برنده جایزه ملی (طلا)، در برندگان اعلام شده برای بهترین طرح‌های دولت الکترونیکی انجام شده در هند در سال شد.
اداره تولید تجارت خارجی (DGFT)، دولت هند، از طریق اطلاعیه خود مورخ ۴ مارس ۲۰۰۹ مربوط به اصلاحیه سیاست تجارت خارجی (RE2008) دستور داده‌است که صادرات به اتحادیه اروپا مشروط به ثبت در APEDA مجاز است. اجباری کردن Grapenet برای کلیه صادرات انگور تازه از هند به اروپا.
اروگوئه همچنین سیستمی به نام سیستم ردیابی و اطلاعات الکترونیکی صنعت گوشت گاو طراحی کرده‌است.

### محصولات جنگلی
در چارچوب حمایت از زنجیره تأمین قانونی و پایدار جنگل، قابلیت ردیابی در دهه گذشته به عنوان ابزاری جدید برای تأیید ادعاها و اطمینان دادن به خریداران در مورد منبع مواد آنها ظهور کرده‌است. ردیابی الوار که عمدتاً از اروپا خارج می‌شود و کشورهایی را هدف قرار می‌دهد که قطع درختان غیرقانونی در آنها یک مشکل کلیدی بوده‌است (کشورهای FLEGT)، اکنون بخشی از تجارت روزانه برای بسیاری از شرکت‌ها و حوزه‌های قضایی است. قابلیت ردیابی کامل مزایایی را برای شرکای متعدد در طول زنجیره تأمین فراتر از سیستم‌های صدور گواهینامه ارائه می‌دهد، از جمله:
- مکانیسم مطابقت با سیاست‌ها و مقررات محلی و بین‌المللی.
- کاهش خطر ورود مواد غیرقانونی یا ناسازگار به زنجیره تأمین.
- ایجاد هماهنگی بین مراجع و ارگانهای ذیربط.
- امکان تطبیق خودکار دسته‌ها و حجم‌های موجود.
- ارائه روشی برای کنترل و نظارت بر انبار.
- ایجاد هشدارهای بی‌درنگ در مورد عدم انطباق
- کاهش احتمال خطاهای ضبط
- بهبود اثربخشی و کارایی.
- افزایش شفافیت
- ارتقای یکپارچگی شرکت

تعدادی از شرکت‌های ردیابی الوار برای خدمات رسانی به تقاضای جهانی در حال فعالیت هستند.

## توسعه سیستم‌ها و نرم‌افزار
در سیستم‌ها و توسعه نرم‌افزار، اصطلاح قابلیت ردیابی (یا قابلیت ردیابی نیازمندی‌ها) به توانایی مرتبط کردن نیازمندی‌های محصول به منطق ذینفعان و انتقال به مصنوعات طراحی، کد و موارد آزمایش مربوطه اشاره دارد. قابلیت ردیابی از بسیاری از فعالیت‌های مهندسی نرم‌افزار مانند تجزیه و تحلیل تأثیر تغییر، تأیید انطباق یا ردیابی کد، انتخاب آزمون رگرسیون و اعتبارسنجی الزامات پشتیبانی می‌کند. معمولاً در قالب یک ماتریس ایجاد شده برای تأیید و اعتبار پروژه انجام می‌شود. متأسفانه، ساخت و نگهداری یک ماتریس ردیابی نیازمندی‌ها (RTM) می‌تواند بسیار دشوار باشد و با گذشت زمان، ردیابی‌ها به حالت نادرست فرسایش می‌یابند مگر اینکه تاریخ/زمان مهر و موم شده باشد. روش‌های خودکار جایگزین برای ایجاد ردیابی با استفاده از روش‌های بازیابی اطلاعات توسعه یافته‌اند.
در نرم‌افزار پردازش تراکنش، قابلیت ردیابی به معنای استفاده از یک قطعه داده منحصر به فرد (به عنوان مثال، تاریخ/زمان سفارش یا شماره ترتیبی است) است که می‌تواند از طریق کل جریان نرم‌افزاری همه برنامه‌های کاربردی مربوطه ردیابی شود. پیام‌ها و فایل‌ها در هر نقطه از سیستم می‌توانند از نظر صحت و کامل بودن، با استفاده از کلید ردیابی برای یافتن تراکنش خاص، ممیزی شوند. گاهی به این ردپای تراکنش نیز گفته می‌شود.

## مراقبت‌های بهداشتی
ایمنی بیمار در حین ارائه خدمات بهداشتی و درمانی با افزایش و بهبود کیفیت زندگی شهروندان، نقش مهمی در جلوگیری از تأخیر در بهبودی یا حتی مرگ و میر دارد و به عنوان شاخصی از وضعیت کیفی خدمات بهداشتی محسوب می‌شود حفظ ایمنی بیمار یک کار پیچیده‌است. و شامل عوامل ذاتی محیط و اعمال انسان است. فن آوری‌های جدید ابزارهای ردیابی بیماران و داروها را تسهیل می‌کند. این امر به ویژه برای داروهایی که ریسک و هزینه بالایی در نظر گرفته می‌شوند، مرتبط است.
سازمان بهداشت جهانی اهمیت قابلیت ردیابی برای محصولات پزشکی با منشأ انسانی (MPHO) را تشخیص داده‌است و از کشورهای عضو خواسته‌است که «اجرای سیستم‌های کدگذاری سازگار جهانی را برای تسهیل قابلیت ردیابی ملی و بین المللی تشویق کنند».

## امنیت و مبارزه با جرم و جنایت

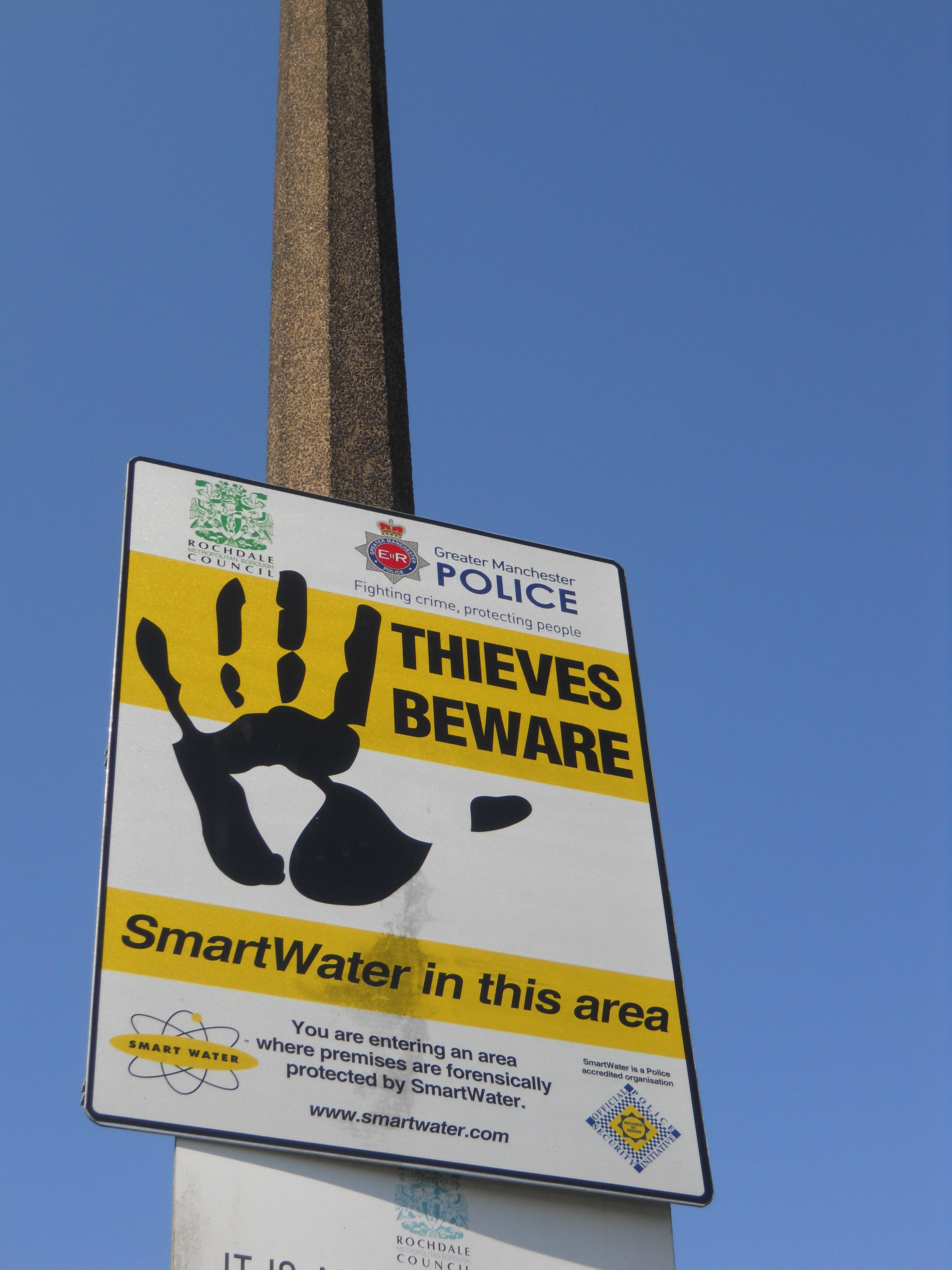
تابلوی هشدار آب هوشمند پلیس منچستر بزرگ

برای جلوگیری از سرقت، و کمک به مکان‌یابی اشیاء مسروقه، ممکن است کالاها به صورت غیرقابل تشخیص یا غیرقابل شناسایی علامت گذاری شوند تا مشخص شود که دزدیده شده‌اند و در برخی موارد شناسایی می‌شوند. به عنوان مثال، گاهی ترتیب داده می‌شود که اسکناس‌های دزدیده شده با رنگ پاک نشدنی علامت گذاری می‌شوند تا نشان دهند که دزدیده شده‌اند. آنها را می‌توان با شماره سریال منحصر به فرد آنها شناسایی کرد. اعلام اینکه ماشین‌های پول نقد مجهز به سمپاش‌های SmartWater بودند، ژل نامرئی که برای سال‌ها قابل تشخیص بود، برای علامت‌گذاری سارقان و لباس‌های آن‌ها هنگام نفوذ یا دستکاری دستگاه، در یک طرح آزمایشی در سال ۲۰۱۶ برای کاهش ۹۰ درصدی سرقت پیدا شد.